# Vital Signs
Vital Signs (conocida para su distribución en castellano como Constantes vitales o Un año, una vida) es un drama del año 1990, dirigida por Marisa Silver y protagonizada por Jimmy Smits, Adrian Pasdar y Diane Lane.

## Argumento
Un drama sobre las relaciones y rivalidades existentes entre un grupo de estudiantes de medicina. En el centro de la historia aparecen Michael (Adrian Pasdar), un apuesto joven con dinero, y Kenny (Jack Gwaltney), un ambicioso estudiante de los barrios bajos, que compiten por una codiciada plaza de pasante.

## Reparto
- Adrian Pasdar como Michael Chatham.
- Diane Lane como Gina Wyler.
- Jack Gwaltney como Kenny Rose.
- Laura San Giacomo como Lauren Rose.
- Jane Adams como Suzanne Maloney.
- Tim Ransom como Bobby Hayes.
- Bradley Whitford como Dr. Donald Ballentine
- Lisa Jane Persky como Bobby.
- William Devane como Dr. Chatham.
- Norma Aleandro como Henrietta Walker.
- Jimmy Smits como Dr. David Redding.
- Wallace Langham como Gant.
- James Karen como Decano.
- Leigh C. Kim como Dr. Chen.
- Enid Kent como Vivian.